# لامينورن
لامينورن (بالإنجليزية: Lammenhorn)‏ هو أحد جبال سلسلة جبال الألب بينيني وجزء من القمة الأم يقع في كانتون فاليز، سويسرا. يبلغ ارتفاع الجبل حوالي 3190 متر، بينما يبلغ ارتفاع نتوء الجبل 61 متر.